# Antonio Viñayo
Antonio Viñayo González (Otero de las Dueñas, Carrocera, 1922 - León, 13 de diciembre de 2012) fue un eclesiástico y estudioso español. 

## Biografía
Especializado en la historia medieval de León y su provincia, fue autor de más de cincuenta libros, fundamentalmente sobre arte e historia, aunque también sobre teología. Fue abad de la Colegiata de San Isidoro de León desde 1971 hasta su jubilación en 2003, cuando fue nombrado abad emérito.
Fue académico correspondiente de Real Academia de la Historia desde 1957 y numerario de la Real Academia de Doctores de España. Falleció en León el 13 de diciembre de 2012.